# Марксизм-ленінізм-маоїзм

Комуністична символіка, яку зазвичай використовують маоїсти Південної Азії

Марксизм-ленінізм-маоїзм (МЛМ) — політична філософія, що спирається на класичний марксизм, ленінізм і маоїзм та доповнює їх. На думку деяких учених, доктрину вперше було синтезовано в 1982 році організацією «Сяйливий шлях» в Перу, а систематизовано та популяризовано міжнародною організацією Революційний інтернаціоналістський рух.
Однією з проблем дослідження МЛМ є плутанина з термінологією. «Маоїзмом» кличуть як учення, викладене Мао Цзедуном у «Червоній книжечці», так і тенденцію серед західних інтелектуалів 60-их і 70-их років XX століття, що полягала в протидії політиці Радянського Союзу, яку вони вважали ревізіоністською. З усім тим, прибічники МЛМ називають свою ідеологію просто «маоїзмом».

## Основні елементи вчення

### Лінія мас, а не лінія партії
Спираючись на теорію авангардної партії, МЛМ пропонує антиавторитарний підхід до керування суспільними та економічними процесами. На відміну від ідей Леніна, МЛМ покладається на тактичну децентралізацію, при цьому зберігаючи стратегічну централізацію. Мао характеризує це фразою «від мас до мас». Три компоненти лінії мас є такими:
- вбирання ідей широких мас;
- обробка та зосередження ідей широких мас з боку революційного марксизму, у світлі довгострокових їх інтересів і в світлі наукового аналізу об’єктивної політичної ситуації;
- інтерпретація цих ідей у вигляді конкретної політичної лінії, яка фактично приблизить широкі маси трудящих до більш прогресивної суспільної формації.

### Класова композиція та пролетарські маси
На відміну від маоїзму 60-тих і 70-тих, який був гаслом для антиревізіоністського марксизму-ленінізму, МЛМ іншакше підступається до питання пролетаріату. Перші, натхненні досвідом боротьби Комуністичної партії Китаю, зміщують увагу комуністичної боротьби на країни третього світу, в яких розвиток капіталістичної економіки на рівні, на якому робітничий клас не є більшістю суспільства, яка може стати рушієм революційних перетворень, натомість цю позицію займає селянство. Зі свого боку, марксизм-ленінізм-маоїзм пропонує теорію класової композиції. Покладаючись на доктрину лінії мас, робітничий клас узагальнюється до категорії мас, водночас пролетаріат визначається як революційні маси.
Відповідно до трактату «Про суперечність» Мао Цзедуна, базис і надбудова перебувають в асиметричному діалектичному зв'язку, впливаючи один на одну, однак залишаючись відносно автономними. Позаяк лінійний зв'язок між ними заперечується, отож наявна інша каузальність, яка є результатом взаємної детермінації. У цьому розумінні суспільну кон'юнктуру в марксизмі-ленінізмі-маоїзмі можна розглядати як наддетермінацію соціальних практик у марксизмі французького філософа Луї Альтюссера. Таке розуміння пролетаріату змушує переглянути класичне марксистське розуміння класу: клас у МЛМ є композицією, яка визначається не лише експлуатацією, але й іншими різноманітними місцями гноблення. Наприклад, якщо традиційне уявлення про пролетаріат відсилає до частини робітничого класу, об'єднаного у профспілки, то МЛМ стверджує, що пролетаріат у країнах центру глобального капіталізму можна шукати з-поміж трудових мігрантів, необ'єднаних робітників, резервної армії праці і т. д. Саме вони, будучи найбільш пригнобленими, є революційними масами.
|                                            | Скажімо, у расистських соціальних контекстах не-білі працівники істотно більше пролетаризовані, позаяк вони як ціле не мають привілею об'єднуватися у профспілки. |
| — «Неперервність і розрив», Дж. Муфава-Пол | |

І хоча революційні маси в останній інстанції детермінуються економічно, проте ця остання інстанція, за словами Альтюссера, «ніколи не наступає», оскільки абстрактний робітничий клас не існує, а завжди є наддетермінованим ідеологічними практиками. Так, МЛМ балансує між, з одного боку, дискурсом ідентичності, а з іншого боку — економізмом, надаючи широкий простір для солідаризації різних соціальних груп. Така теорія пролетарських мас вплинула на теоретичний розвиток низки галузей досліджень у рамках МЛМ, зокрема пролетарського фемінізму в роботах Андурадги Ґанді, розробок з національного питання та проблематиці ЛГБТ+. 

### Затяжна народна війна
Класична теорія затяжної народної війни, створена Мао Цзедуном, є систематизацією досвіду Комуністичної партії Китаю, отриманого під час Японсько-китайської та громадянської війн. Стратегія пропонує побудову мілітаризованих організацій при комуністичній партії та з їх допомогою ведення партизанської війни у сільській місцевості проти репресивного апарату держави. Це передбачає встановлення контролю над селами та територіями, що прилягають, створення революційних зон і проведення на них новодемократичної революції. Зрештою, контроль над такими сільськими автономіями дозволяє оточити місто, наприклад столицю, і встановити над ним контроль.
Послідовники Думки Мао, тобто антиревізіоністського марксизму-ленінізму, вважають, що народна війна є стратегією для напівпериферійних і периферійних країн, а ленінська теорія революції — для країн капіталістичного центру. Із-поміж прибічників МЛМ не існує однозначної думки, чи є теорія затяжної народної війни універсальною, а якщо ні, то чи вона передбачає таке узагальнення, аби стати універсальною. Це питання порушується у документі, прийнятому на Першому з'їзді Комуністичної партії Перу «Сандеро Луміносо», «Про марксизм-ленінізм-маоїзм» 1988 року:

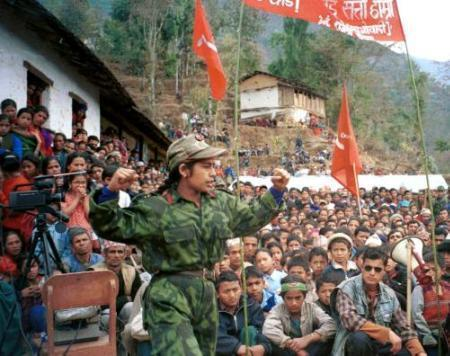
Бійчиня-маоїстка розмовляє з селянами в районі Піскара під час громадянської війни в Непалі

|                                                                     | Ключовим і вирішальним питанням є зрозуміти універсальну валідність народної війни й її подальших застосувань, беручи до уваги різні види революцій і конкретні умови кожної. Аби унаочнити цю ключову проблему, варто врахувати, що жодне повстання, як-от петроградське, антифашистський спротив чи європейські партизанські рухи під час Другої світової війни, не були повторені. Врешті-решт, Жовтнева революція була не лише повстанням, але й революційною [народною] війною, яка тривала декілька років. Так само, в імперіалістичних країнах революцію можна уявити лише як революційну війну, що сьогодні називають просто народною війною. |
| — Комуністична партія Перу, «Про марксизм-ленінізм-маоїзм», 1988 р. | |

Сьогодні в МЛМ русі зазвичай розглядають теорію затяжної народної війни як загальну теоретичну рамку побудови підтримки та контролю над територією, підприємством, інституцією тощо. Соціальні антагонізми породжують локальні протести та бунти, в які долучаються, практикуючи лінію мас, активісти МЛМ, аби встановити прихильність збурених людей і створити революційну зону. У такі концептуалізації затяжна народна війна стає універсальним концептом, який узагальнює різні досвіди, від партизанської боротьби «наксалітів» до практики «вкорінення» (фр. l'établissement) французького Союзу комуністичної молоді (марксистсько-ленінського).

### Нова демократія
Теоретики маоїзму вважають, що досвід побудови соціалізму в Радянському Союзі показав, що бюрократична та ієрархічна модель управління призводить до виродження революційних ідей. Тоді як нові революційні рухи зароджуються не в епіцентрі глобальної економічної системи, а на її периферії, де основною рушійною силою революції є не індустріальні робітники, а селянство чи інші соціальні групи. Загалом, маоїстська теорія відкидає догматичне поняття «класу» як групи заводських працівників, залишаючи простір для ширших інтерпретацій цього терміна. Крім селян та заводських робітників, це також можуть бути працівники сфери обслуговування, професійні робітники (інженери, лікарі, вчителі) тощо.
Революційна маоїстська теорія стверджує, що в жодній країні світу ще не було побудовано соціалізм. Також для маоїстів гостро стоїть питання його тривалої побудови, адже революція не припиняється в момент, коли широкі народні маси здобувають владу. Проміжна ланка між капіталізмом та соціалізмом являє собою народно-демократичний режим, коли робітничі маси єднаються з прихильною до них інтелігенцією.

### Епістемологія

#### «Про практику»
На початку XX століття умови Китаю значно відрізнялися від стану речей у Європі. Класична марксистська політекономія та класовий аналіз погано перекладалися на умови країни, отож не могли сформувати ефективної політичної лінії для Комуністичної партії Китаю, кадри якої покладалися на індустріальний робітничий клас. У 1930 році Мао Цзедун пише есей «Проти книгопоклонництва», з якого розпочнеться його затяжна кампанія проти догматизму та вдосконалення марксистсько-ленінських теорії та практики. Про незвичний підхід революціонера було відомо ще з 1927 року, коли Мао, провівши розвідку в сільських регіонах Хунаню, описав умови життя селян у «Звіті стосовно розвідки селянського руху в Хунані». У цьому тексті автор висновує, що в умовах аграрного Китаю революційною силою, на яку повинні покладатися комуністи, є селянство. Такий теоретичний підхід, що межує з емпіризмом, був викладений детально у «Проти книгопоклонництва», де революціонер описав методологію проведення розвідок для формування правильної лінії партії. Зрештою, ці ідеї Мао вплинуть на формування багатьох аспектів МЛМ, як-от на лінію мас.

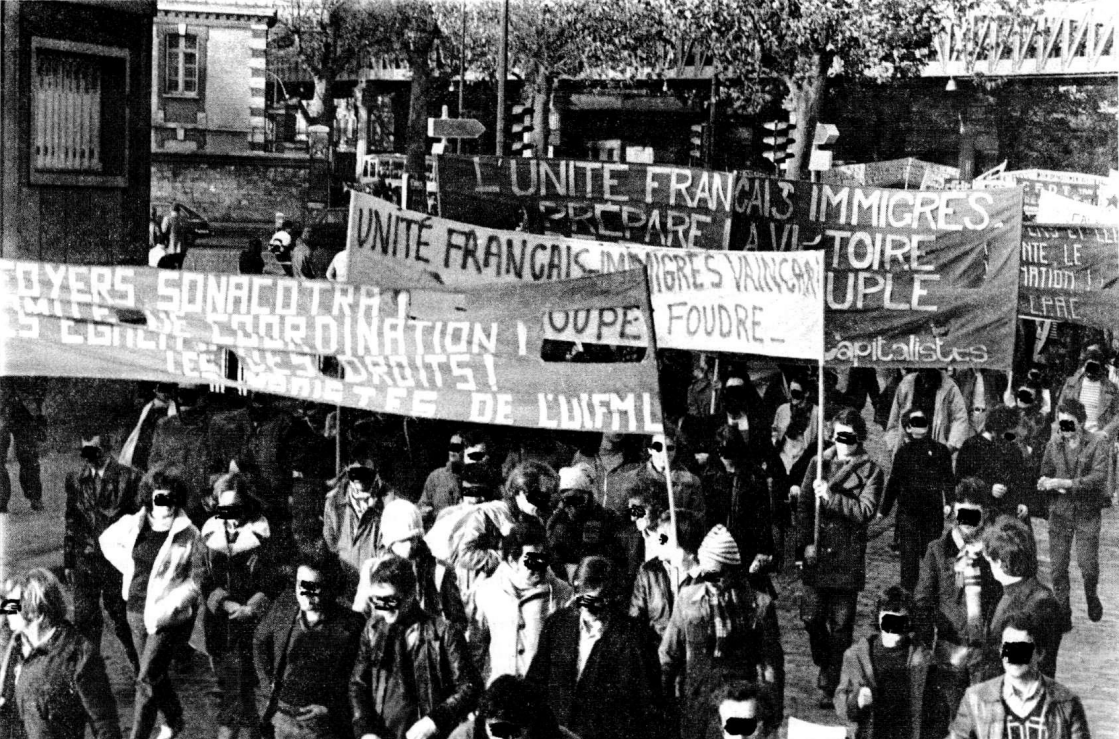
Протест у Франції 1979 року за гідні умови життя в гуртожитках для іммігрантів, в якому брали участь МЛМ організації, зокрема Союз комуністів Франції (марксистсько-ленінський).

|                                                  | Багато тих, хто знайомився з марксистською літературою, ставали ренегатами революції, тоді як безграмотні робітники часто чудово вловлюють марксизм. Авжеж, книги по теорії Маркса потрібно вивчати, але застосовуючи знання до дійсності нашої держави. Книги необхідні, утім ми мусимо переступити книгопоклонство, яке завжди відірване від реальності. Як це зробити? Єдиний шлях — це дослідження об’єктивних ситуацій. |
| — Мао Цзедун, «Проти книгопоклонництва», 1930 р. | |

У 1937 році Мао розширює свою критику догматизму в тексті «Про практику». Автор розробляє епістемологічну доктрину, яку за традицією називає діалектичним матеріалізмом, на противагу як емпіризму, так і раціоналізму. Процес пізнання, згідно з Мао, рухається спіраллю: первинним етапом пізнання є практична діяльність, яка надає досвід для концептуалізації — емпіричний момент. Отримані дані операціоналізуються та теоретизуються для формування послідовної теорії — раціоналістичний момент. Сформована теорія знову прикладається на практиці, через що можливо встановити істинність наявної доктрини. Спіральну форму такому рухові надає те, що Ален Бадью у книзі «Теорія суб'єкта» назвав «крученням» (фр. la torsion), а саме якісний стрибок у теоретичному та практичному пізнанні, коли доктрина випробовується та коригується.
Класничим застосуванням такої епістемології є аналіз розвитку марксизму, відповідно до якого першою стадією спіралевидного руху є теорія Маркса і Енгельса, — класичний марксизм — другим витком є ленінізм, який розвиває марксизм й утворює марксизм-ленінізм. Аналогічно з маоїзмом (або ж думкою Мао Цзедуна) і МЛМ як третьою фазою історико-матеріалістичного пізнання. 

## Відмінності між МЛМ та Думкою Мао Цзедуна
Найбільш значущі відмінності між марксизмом-ленінізмом-маоїзмом і думкою Мао Цзедуна:
1. Марксизм-ленінізм-маоїзм повністю відкидає теорію трьох світів Мао Цзедуна;
2. Народні маси відіграють ключову роль в керуванні державою: МЛМ наголошує, що робітничий клас повинен взяти лідерство в усьому;
3. МЛМ стоїть на заваді елітарній монополії з її закритим концептом партії.

## Представники та натхненники МЛМ
- Мао Цзедун
- Анурадга Ґанді[en]
- Карлос Марігелла[en]
- Дж. Муфава-Пол[en]
- Черукурі Раджкумар[en]

- Армандо Ліванаґ
- Луї Альтюссер
- Ален Бадью
- Г'юї Персі Ньютон
- Хосе Марія Сісон
- Аджит Рупасін'є Сурендра[en]
- Чару Мазумдар[en]
- Ібрагім Кайпаккая[en]
- Абімаель Гусман
- Боб Авакян[en]
- Шарль Беттельгейм[en]
- Пушпа Камал Дахал

## Марксистсько-ленінсько-маоїстські організації
- Демократичний фронт визволення Палестини[en]
- Об'єднана червона армія (Японія)[en]
- Комуністична партія Еквадору — «Червоне сонце»[en]
- Комуністична партія Індії (маоїстська)[en]
- Комуністична партія Ірану (марксистсько-ленінсько-маоїстська)[en]
- Комуністична партія Непалу (маоїстський центр)[en]
- Комуністична партія Перу — «Сандеро Луміносо»
- Комуністична партія Туреччини/Максистсько-ленінська[en]
- Комуністична партія Філіппін
- Пролетарська партія Східної Бенгалії[en]
- Революційний інтернаціоналістський рух[en]
- Революційна комуністична партія, США[en]
- Союз комуністів Франції (марксистсько-ленінський)[fr]